# Muồng hoa đào
Muồng hoa đào hay muồng hoa hồng đào (danh pháp hai phần: Cassia javanica L.), thuộc phân họ Vang của họ Đậu (Fabaceae). Loài này có nguồn gốc từ rừng tự nhiên khu vực Đông Nam Á. Ở Việt Nam, cây phổ biến rộng rãi ở các tỉnh Tây Nguyên như Gia Lai, Kon Tum, Đắk Lắk và các tỉnh miền Đông Nam Bộ như Tây Ninh, Đồng Nai... Muồng hoa đào là loài cây ưa sáng, mọc nhanh, ưa đất sâu, dày, ẩm nên thường mọc tự nhiên ở ven bìa rừng, ven suối, chân núi.

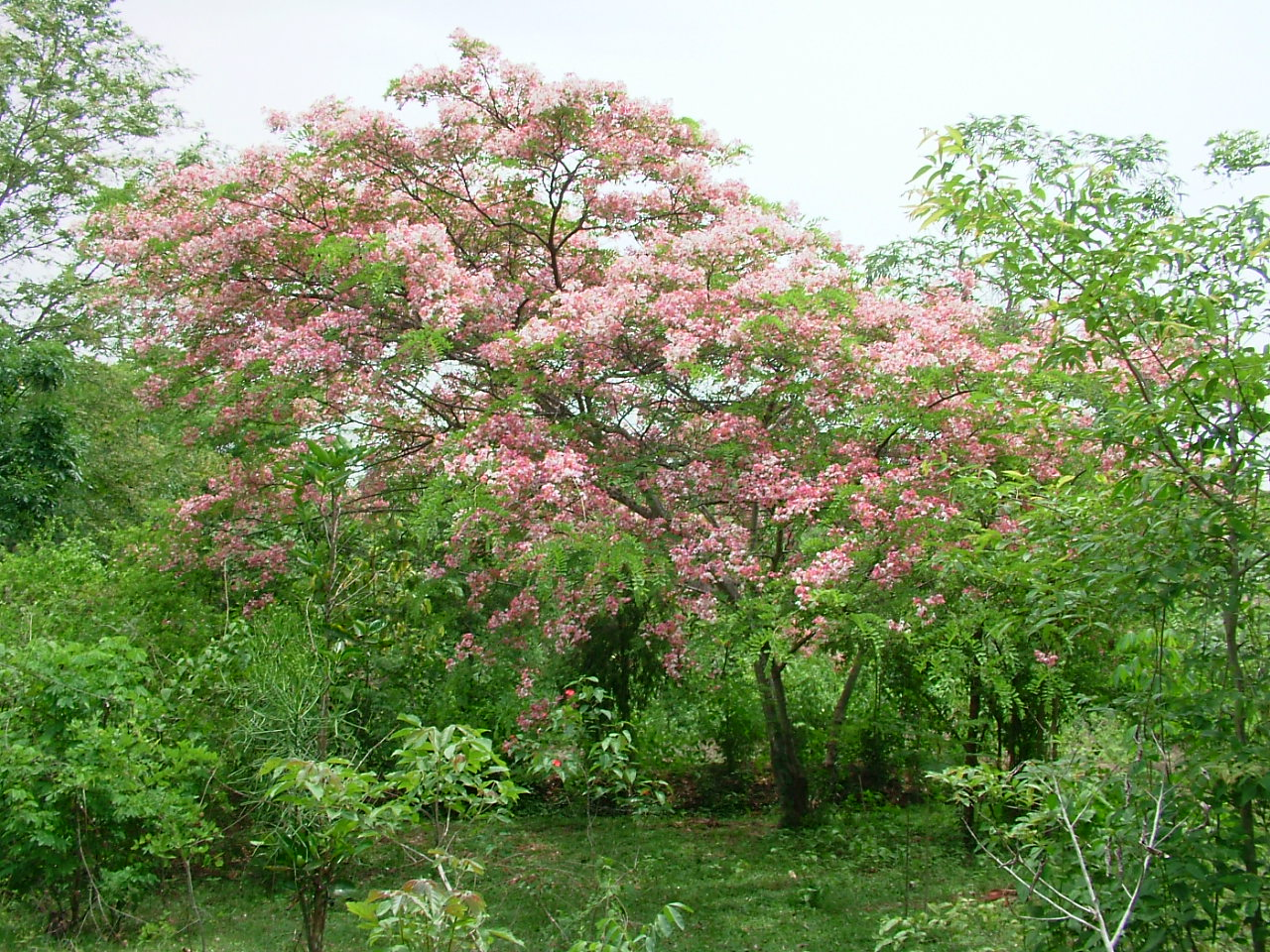
Một cây muồng hoa đào trong vườn cảnh Trohbư ở Bản Đôn

Cây có tán lá hình ô rộng, vỏ thân màu xám nâu, không nứt và nhiều lỗ bi, thịt vỏ màu hồng dày 6–8 mm. Cành non có lông, lá kép lông chim chẵn, cuống chung dài 10–15 cm, có lông; lá nhỏ 6-10 đôi hình bầu dục, đỉnh tù hay hơi nhọn.
Cụm hoa lớn, nhiều hoa, dài 15 cm hoặc có thể hơn; cuống chung có lông, cánh đài bằng nhau, lưng có ít lông, cánh tràng hình bầu dục, đỉnh tù hay họn, màu hồng tươi; nhị 10, không bằng nhau. Quả hình trụ, hơi có đốt, dài 35 cm hoặc hơn, đường kính quả 15-20mm, mang nhiều hạt trái xoan rộng có vỏ chứng, thịt quả có mùi hôi khó chịu. Mùa hoa tháng 7-11 tùy theo vùng, hoa mau tàn và sai hoa nên rất đẹp.
Là loài cây gỗ nhỡ, cao từ 10 đến 20 m, đường kính khoảng 60 cm. Gỗ có màu vàng tươi, tỉ trọng 0,64 thuộc nhóm gỗ tạp, kém chịu mối mọt. Tuy nhiên vẫn được dùng làm đồ gỗ nội thất.
Do cây có hoa đẹp, tán rộng, mọc nhanh, không cao quá và có rễ ngang, bám chắc nên cây muồng hoa đào được quan tâm, chú ý để phát triển làm cây cảnh quan, cây đường phố.

## Hình ảnh

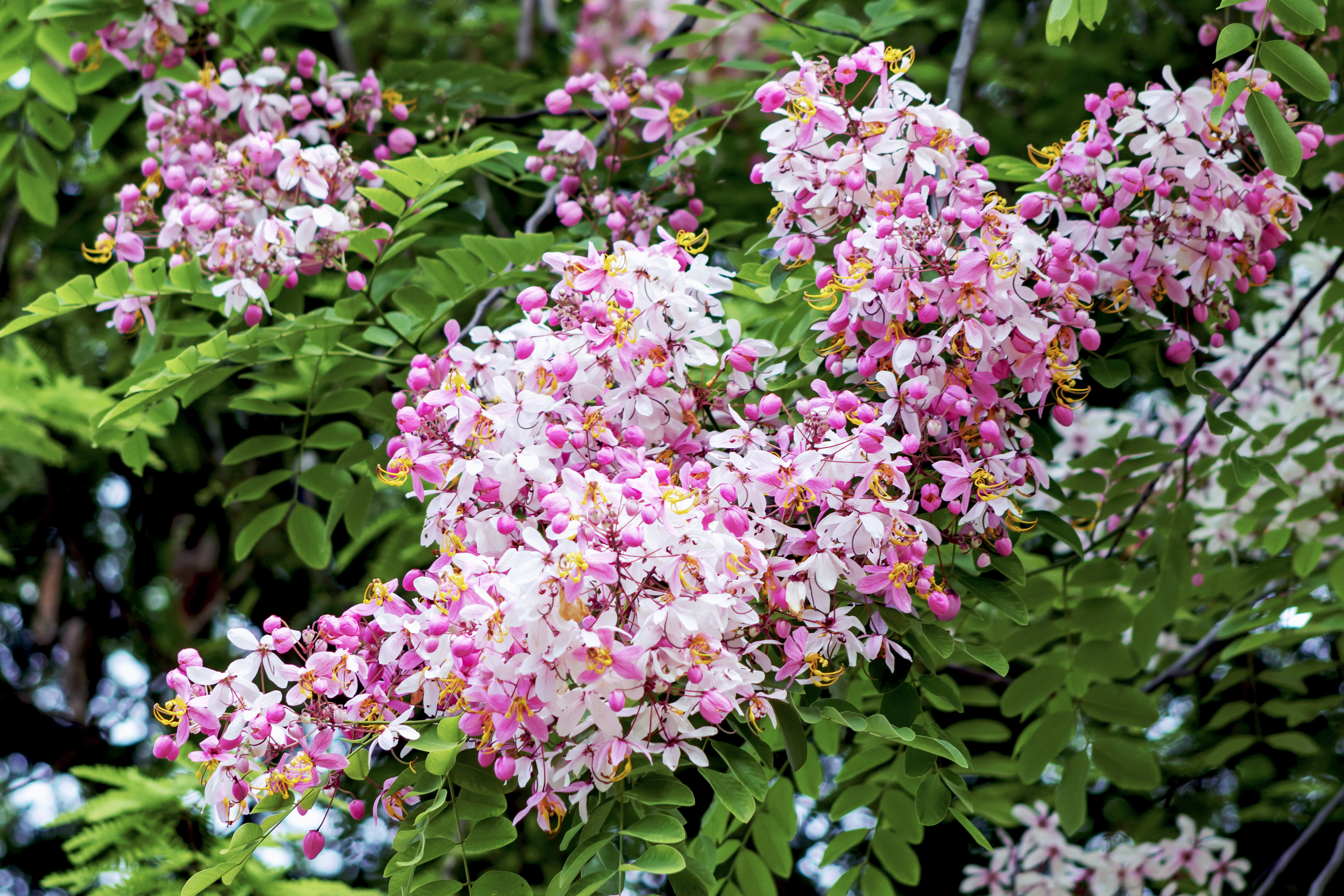
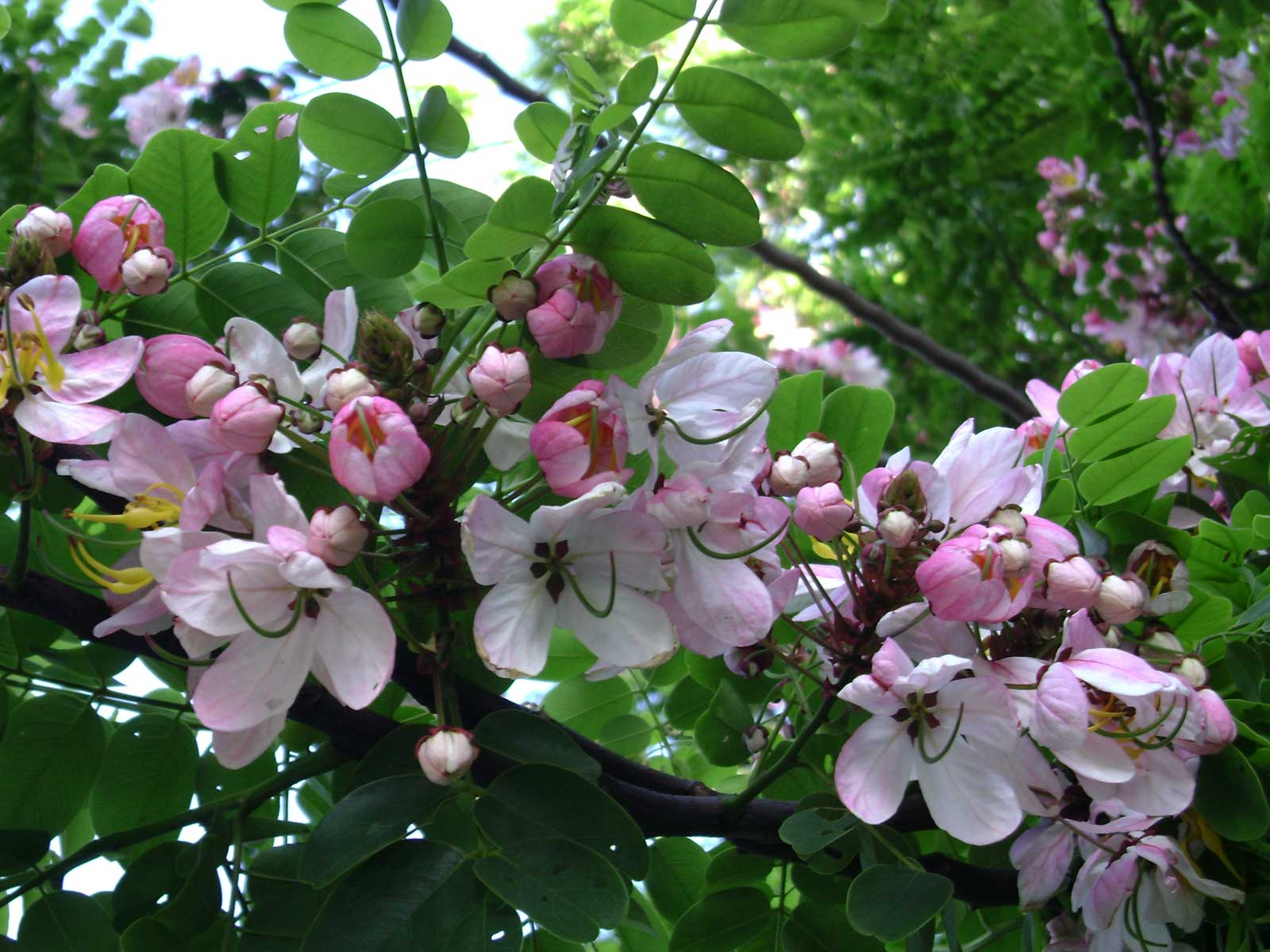
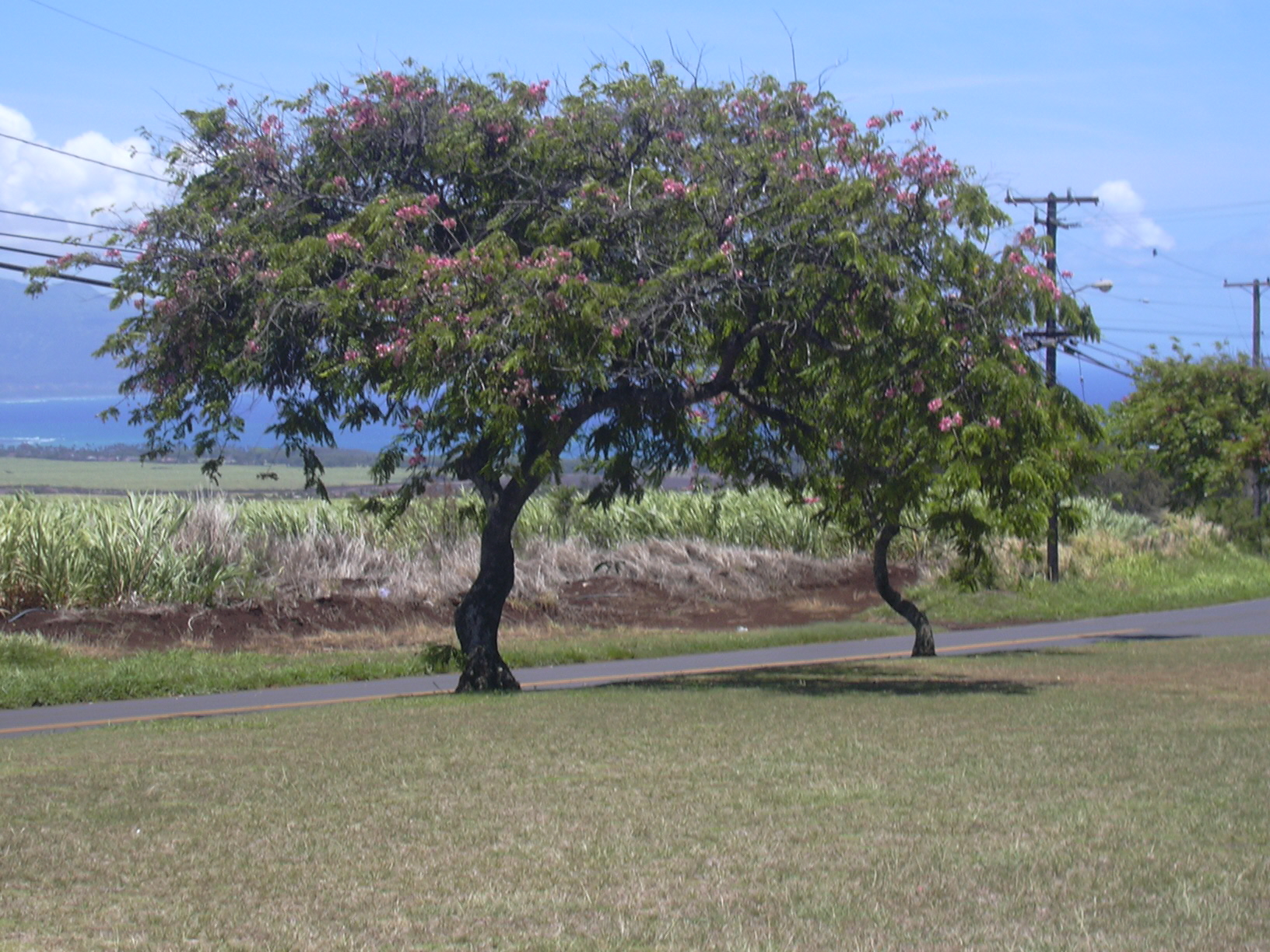
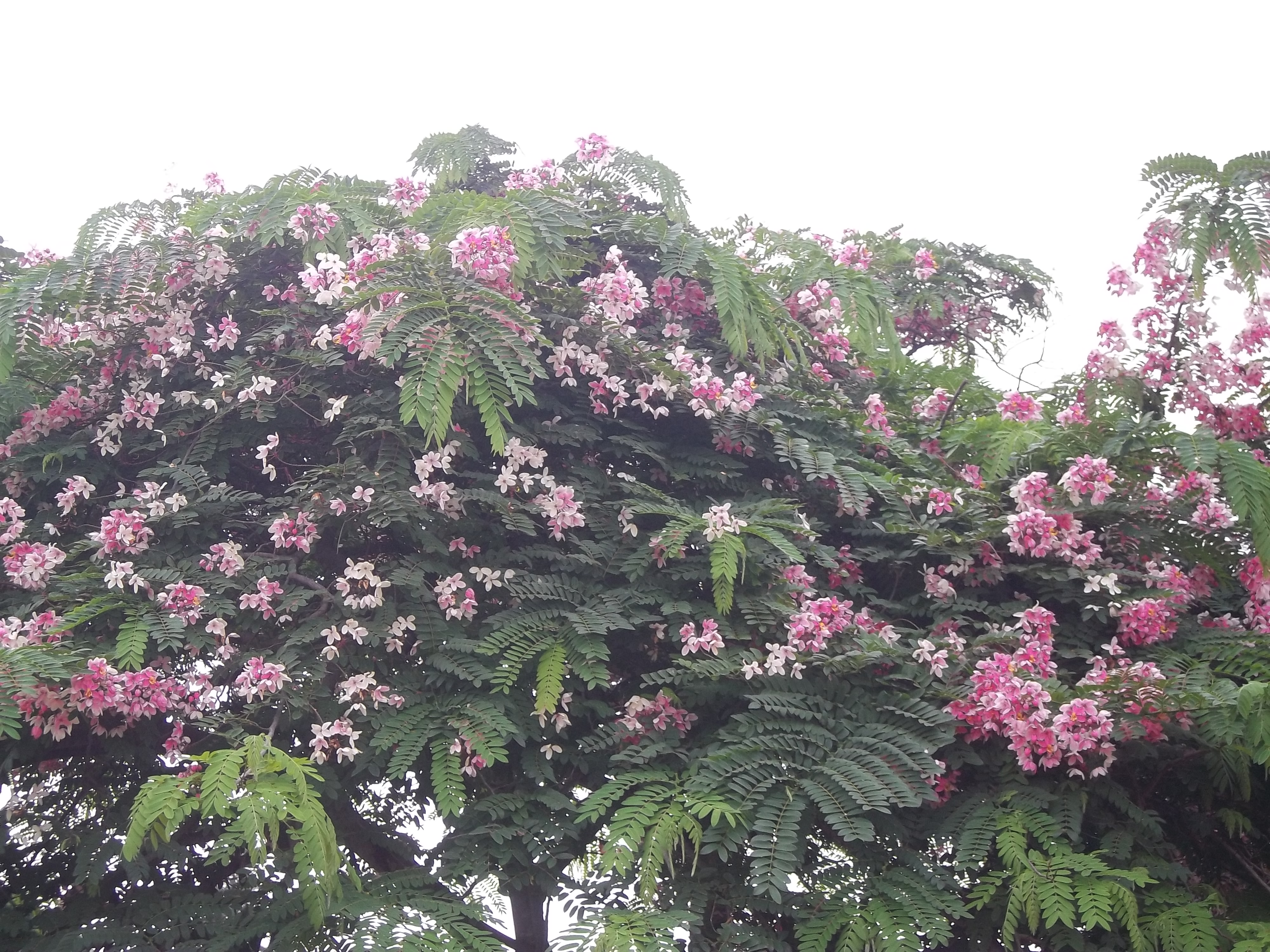
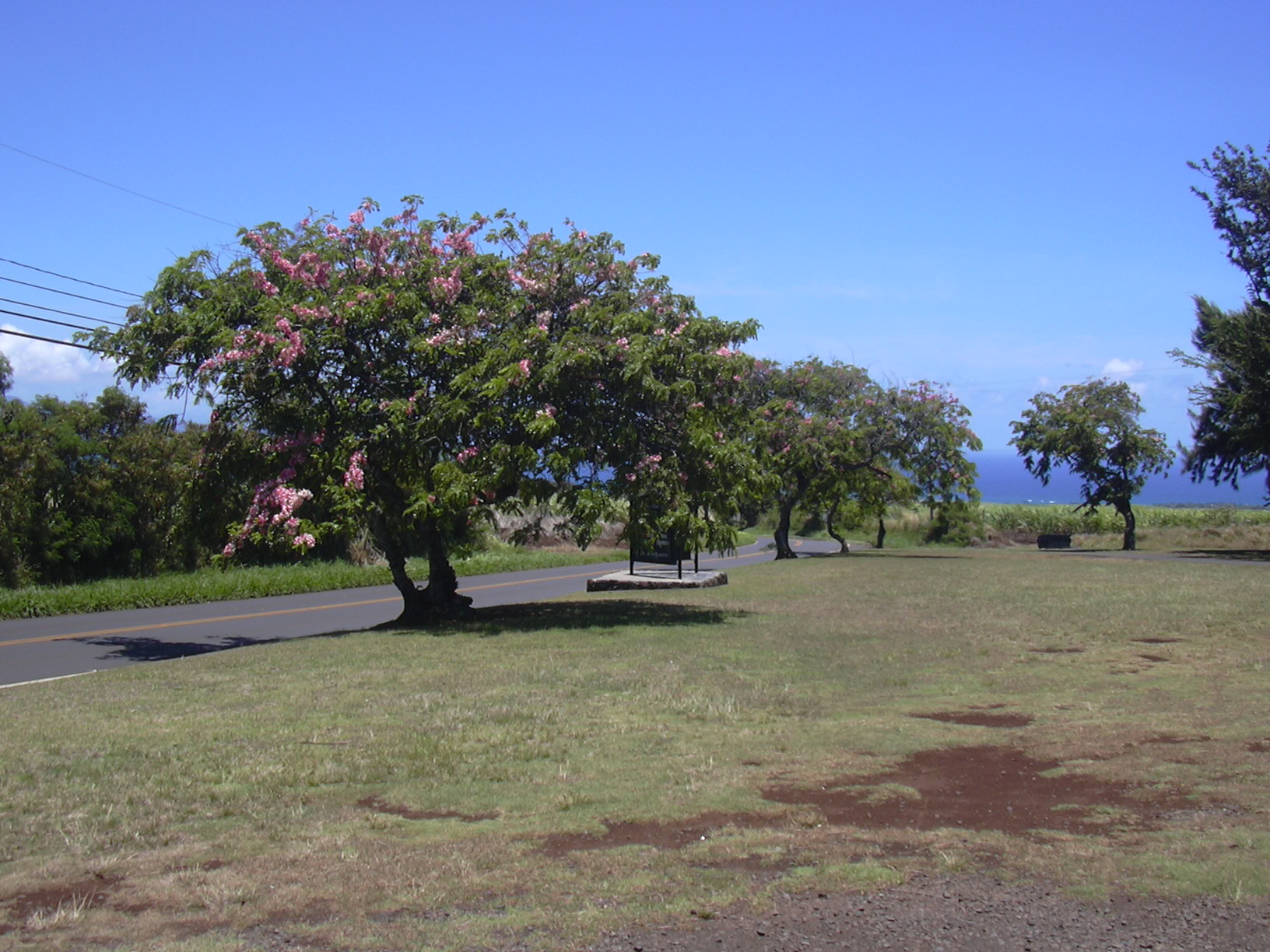
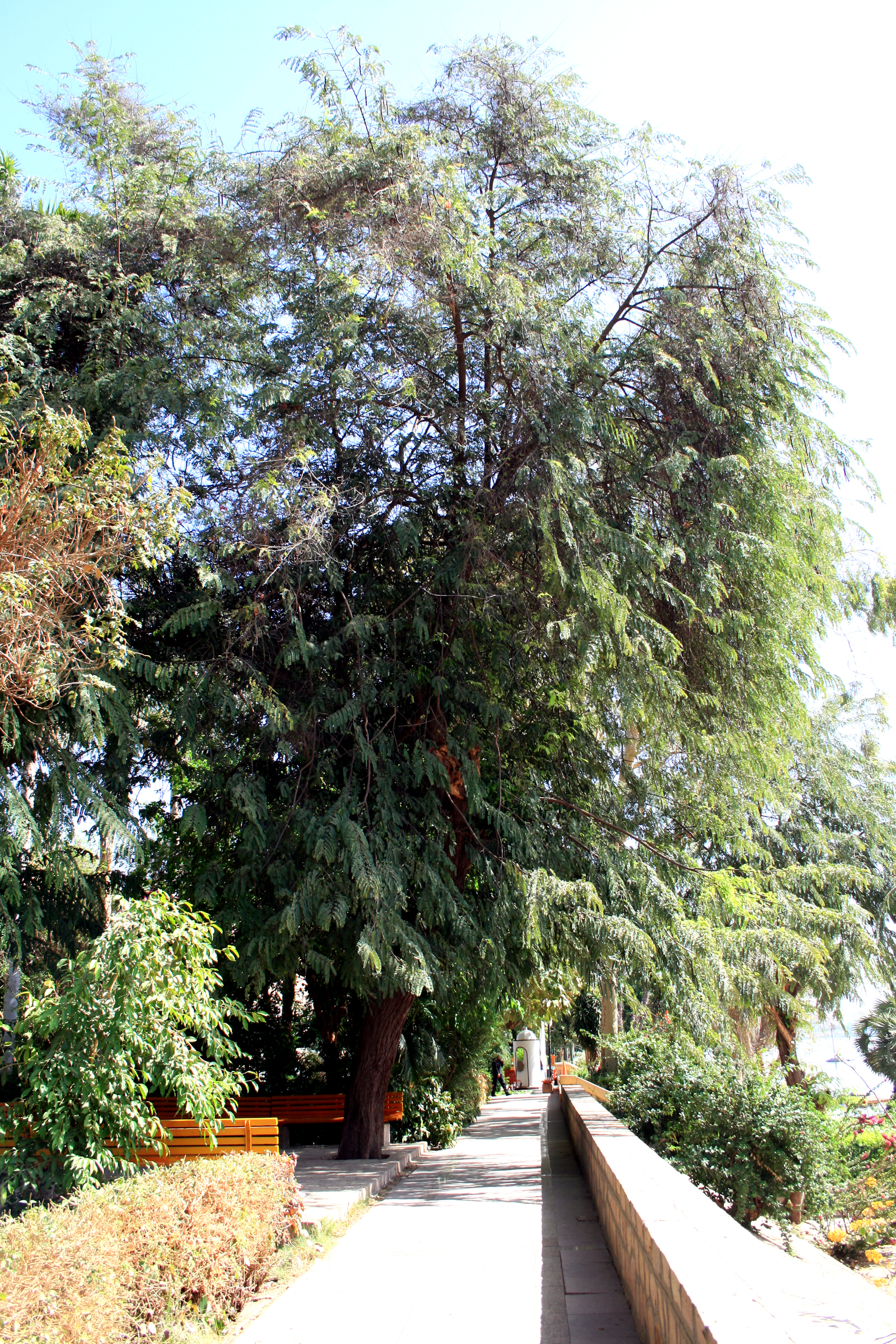
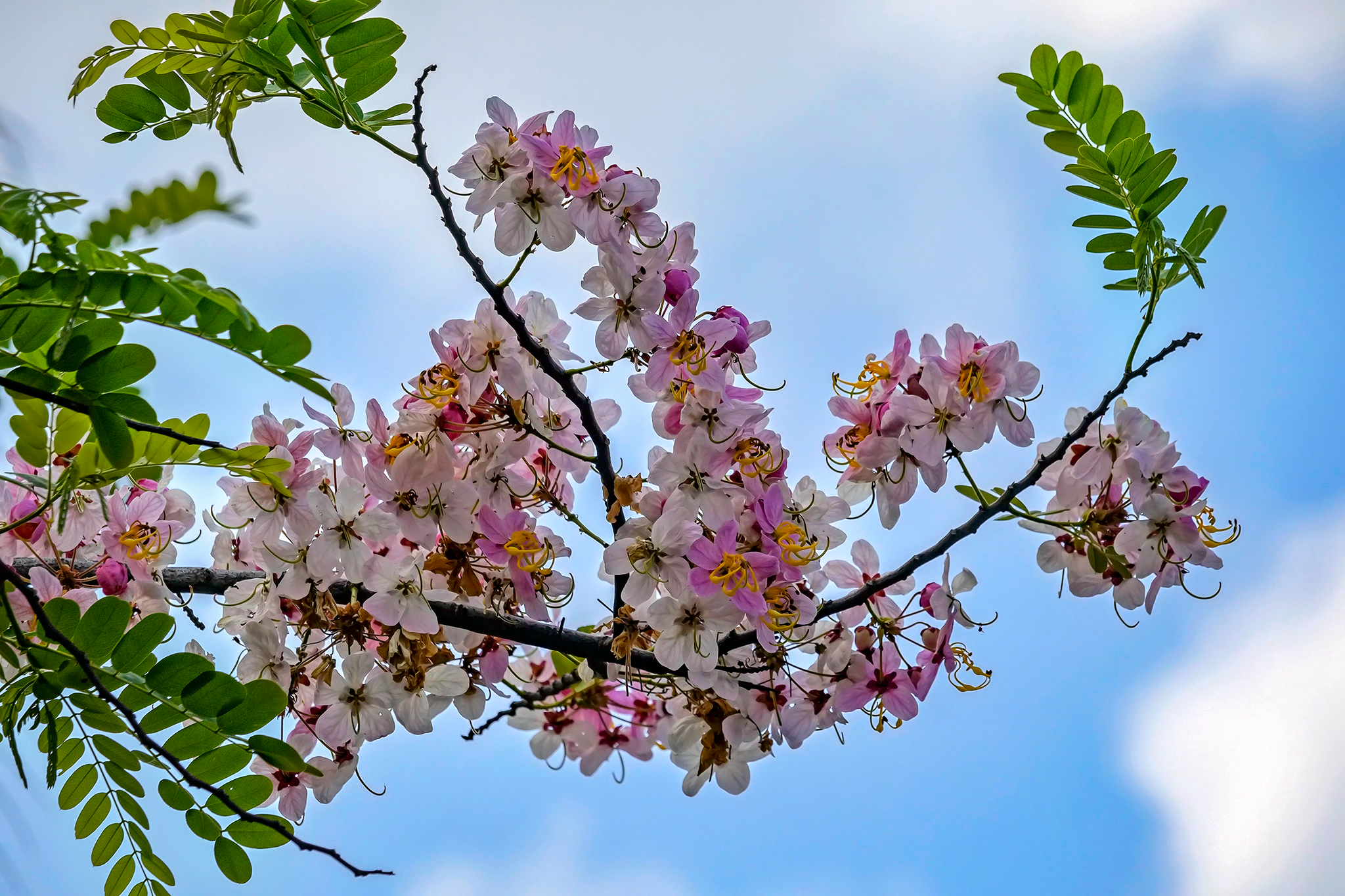